# ウィランドラ湖群地域
ウィランドラ湖群地域（ウィランドラこぐんちいき）はウィランドラ湖とその周辺の湖群の総称で、ユネスコの世界遺産（複合遺産）に登録された地域。一部はマンゴ国立公園に登録されている。

## 概要
ウィランドラ湖は約18,500年前に干上がったが、周辺はオーストラリア大陸が他の大陸から分離する以前の痕跡をとどめる地帯であり、特にいくつかの保存状態の良い大型有袋類の化石はここで発見された。また、3万年前のアボリジニの遺産が残されている文化的な側面も持つ。

## 外部リンク

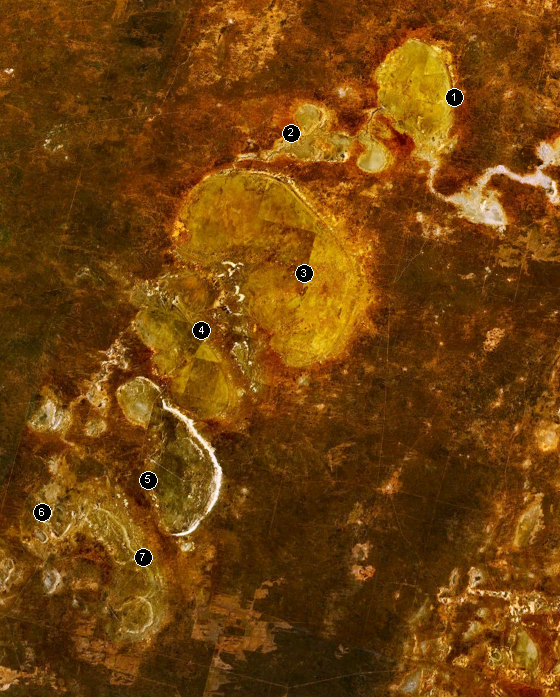
1.Lake Mulurulu, 2. Willandra Creek, 3.Garnpung Lake, 4. Lake Leaghur, 5. Lake Mungo, 6. Lake Arumpo, 7. Chibnalwood Lakes

## 登録基準
この世界遺産は世界遺産登録基準のうち、以下の条件を満たし、登録された（以下の基準は世界遺産センター公表の登録基準からの翻訳、引用である）。
- (3) 現存するまたは消滅した文化的伝統または文明の、唯一のまたは少なくとも稀な証拠。
- (8) 地球の歴史上の主要な段階を示す顕著な見本であるもの。これには生物の記録、地形の発達における重要な地学的進行過程、重要な地形的特性、自然地理的特性などが含まれる。